# Pneophyllum
Pneophyllum, rod crvenih algi iz porodice Corallinaceae, dio potporodice Chamberlainoideae. Sastoji se od 18 vrsta. Rod je opisan 2018., a tipična je morska vrsta P. fragile.
U Hrvatskoj je 2016. godine otkrivena vrsta P. cetinaensis i to kod spruda Otok ljubavi na rijeci Cetini.

## Vrste
1. Pneophyllum amplexifrons (Harvey) Y.M.Chamberlain & R.E.Norris
2. Pneophyllum cetinaensis Kaleb, Žuljević & Peña
3. Pneophyllum confervicola (Kützing) Y.M.Chamberlain
4. Pneophyllum coronatum (Rosanoff) Penrose
5. Pneophyllum elegans Kloczcova & Demeshkina
6. Pneophyllum extensum V.Krishnamurthy & Jayagopal
7. Pneophyllum fragile Kützing - tip
8. Pneophyllum japonicum Kloczcova & Demeshkina
9. Pneophyllum keatsii Y.M.Chamberlain
10. Pneophyllum limitatum (Foslie) Y.M.Chamberlain
11. Pneophyllum lobescens Y.M.Chamberlain
12. Pneophyllum mauritianum (Foslie) P.C.Silva
13. Pneophyllum myriocarpum (P.Crouan & H.Crouan) Y.M.Chamberlain
14. Pneophyllum nicholsii (Setchell & L.R.Mason) P.C.Silva & P.W.Gabrielson
15. Pneophyllum submersiporum Penrose
16. Pneophyllum subplanum (Rosenvinge) Y.M.Chamberlain ex South & Tittley
17. Pneophyllum zonale (P.Crouan & H.Crouan) Y.M.Chamberlain
18. Pneophyllum zostericola (Foslie) D.Fujita